# Rio Cururu (vattendrag i Brasilien, Pará, lat -0,65, long -50,18)
Rio Cururu är ett vattendrag i Brasilien.   Det ligger i delstaten Pará, i den nordöstra delen av landet, 1 700 km norr om huvudstaden Brasília. Rio Cururu ligger på ön Ilha de Marajó.
I omgivningarna runt Rio Cururu växer i huvudsak städsegrön lövskog. Runt Rio Cururu är det mycket glesbefolkat, med 2 invånare per kvadratkilometer.